# Francesco Ennio Bolognini
Ennio Bolognini (Buenos Aires, (Argentina), 7 de novembre, 1893 - Las vegas (Nevada), 31 de juliol de 1979) va ser un violoncel·lista, guitarrista, compositor, director d'orquestra, boxejador professional, pilot i instructor de vol nord-americà d'origen argentí.
Encara que poques vegades es recorda avui, el seu virtuosisme musical va ser àmpliament admirat pels seus contemporanis durant la seva vida. Pau Casals el va elogiar com "el millor talent per a violoncel que he sentit a la meva vida". Gregor Piatigorsky va dir al pare de Christine Walevska: "No, jo no sóc el millor violoncel·lista del món; tampoc Feuermann. El més gran és l'argentí Bolognini".

## Joventut i formació musical
La mare de Bolognini era una destacada cantant i professora d'òpera al Teatro Colón de Buenos Aires. El seu pare, Egidio, amic íntim d'Arturo Toscanini (el padrí d'Ennio), va ser corresponsal italià del diari Le Figaro de París i violoncel·lista aficionat. Va ensenyar l'instrument al seu fill amb l'ajuda i l'estímul de Toscanini (que va començar la seva carrera com a violoncel·lista). El talent excepcional d'Ennio va portar a Toscanini a batejar el seu fillol "Geni". Ennio va debutar en la interpretació als 12 anys, i aviat es va matricular al Conservatori Santa Cecília de Buenos Aires, on va estudiar amb el violoncel·lista espanyol Josep Garcia i Jacot, professor de Pau Casals. Als 15 anys va guanyar el concurs internacional iberoamericà de violoncel i va ser guardonat com a primer premi amb un violoncel fet pel violinista i violoncel·lista argentí Luigi Rovatti. Als 17 anys va interpretar Le Cygne, acompanyat pel mateix Saint-Saëns; i més tard la sonata per violoncel de Richard Strauss, també amb el seu compositor al piano.
Mentre continuava la seva educació musical també es va convertir en boxejador professional i va guanyar el campionat de pes welter d'Amèrica del Sud. Després de graduar-se, va treballar a Xile durant dos anys com a violoncel·lista i director.

## Carrera
El 1923 Bolognini va arribar als Estats Units per servir com a soci d'esparga de Luis Firpo en preparació per a la llegendària lluita de Firpo pel campionat mundial de pes pesat contra Jack Dempsey. Després del combat es va quedar als Estats Units, instal·lant-se a Filadèlfia i unint-se a l'Orquestra de Filadèlfia. Quatre anys més tard es va traslladar a Chicago, on es va convertir en violoncel·lista principal de l'Orquestra Simfònica de Chicago. Un home carismàtic amb un temperament ardent, Bolognini es va fer conegut per excentricitats com portar el seu gos a tots els assajos de la Simfònica i tocar tots els altres instruments de l'orquestra. També tocava la guitarra flamenca, i se suposa que va divertir als seus amics tocant música flamenca al seu violoncel, com si fos una guitarra.Great Cellists of the Past. cello.org archive. Retrieved November 18, 2014.
Es va convertir en aviador en els primers dies del vol, i va ser un dels fundadors de la Patrulla Aèria Civil. Durant la Segona Guerra Mundial va entrenar cadets per pilotar bombarders B-29 i va continuar pilotant avions fins als vuitanta. També va ser un notable tirador, nedador, dibuixant i cuiner gourmet. Parlava amb fluïdesa espanyol, italià, francès, alemany i anglès, i parlava hebreu, grec, japonès, hongarès, rus i 15 dialectes italians diferents.
Després d'abandonar la Simfònica de Chicago el 1930, Bolognini va fer una gira com a solista i es va convertir en un director popular de l'Orquestra Simfònica de Grant Park, una orquestra patrocinada públicament durant l'estiu a Chicago. També esdevingué un destacat instructor; Christine Walevska va ser una de les seves protegides. Més tard, es va especialitzar a fundar, construir i dirigir orquestres a ciutats, com Waukegan, Illinois, que mai havien tingut aquests conjunts.
El 1951 es va traslladar a Las Vegas, on va viure la resta de la seva vida, i hi va fundar i dirigir una orquestra simfònica (no relacionada amb l'actual Filharmònica de Las Vegas). No li agradaven els enregistraments musicals i es va negar a permetre que les seves interpretacions d'obres importants per a violoncel com les Suites de Bach fossin gravades. Els pocs enregistraments professionals existents es limiten a vinyetes musicals i composicions breus pròpies. Un conjunt d'enregistraments d'aficionats, incloent la majoria de la primera Suite de Bach, Kol Nidrei, i la cançó del Premi de Die Meistersinger, gravada subreptíciament per Donald Kemp, acompanyant de Bolognini durant els concerts i els assajos, va ser llançat com a CD el 1994.
El germà de Bolognini, Remo, va ser violinista de la Simfònica de Chicago i de la Filharmònica de Nova York, assistent de concertino de la Simfònica de Baltimore i concertista de la Simfònica de la NBC amb Toscanini. Un altre germà, Astorre, era violista de la Houston Symphony.
Bolognini va morir mentre dormia a la seva casa de Las Vegas. El seu violoncel Rovatti va ser donat per la seva vídua, la pianista i instructora de piano Dorothy (Barber) Bolognini, a la Smithsonian Institution de Washington, D.C., on roman a la seva col·lecció permanent. Tot i que és un instrument històric significatiu per dret propi, l'interès particular del violoncel rau en 51 signatures de bolígrafs de músics i artistes famosos, com Toscanini, Casals, Gregor Piatigorsky, Emmanuel Feuermann, Fritz Kreisler, Jascha Heifetz, Isaac Stern, Joseph Szigeti, Liberace, Jack Dempsey, Bruno Walter, Janos Starker, Eugene Ormandy, Ed Sullivan i Miklós Rózsa, tots obtinguts per Bolognini durant la seva carrera.
L'Associació de Professors de Música de Las Vegas ofereix un concurs anual de beques en honor de Bolognini. Els seus articles, manuscrits, partitures, fotografies, àlbums de retalls i altres elements efímers recollits resideixen a les col·leccions especials de Martha Blakeney Hodges i als arxius universitaris de la Universitat de Carolina del Nord a Greensboro.

## Composicions
Cello solo
- Adagio
- Allegro
- Fiesta Basca - Lamada Montanesa
- Serenata de Bolognini
- Segoviana (1919)
- Serenata del Eco
- Serenata del Gaucho

Cello i Piano
- Argentine Rhapsody
- Ave Maria (En memòria de la meva mare)
- Basque Airs
- Cantilena Antica
- Cello's Prayer "Preghiera di un Violoncello" (Al meu pare Egidio Bolognini)
- My Prayer (Hebreu tradicional)
- Prelude and Fugue sobre un tema de Purcell

Cello and Guitar
- Mamita